# هومبيرتو أوفييدو
هومبيرتو أوفييدو (بالإسبانية: Humberto Oviedo)‏ هو قائد عسكري تشيلي، ولد في 28 يوليو 1959 في سانتياغو في تشيلي.